# Родин, Михаил Наумович
Михаи́л Нау́мович Родин (1893, село Дубовый Умёт, Самарская губерния, Российская империя — 28 июля 1938, Москва, РСФСР) — советский партийный и государственный деятель, первый секретарь Кировского областного комитета ВКП(б) (1937—1938), организатор и жертва большого террора.

## Биография

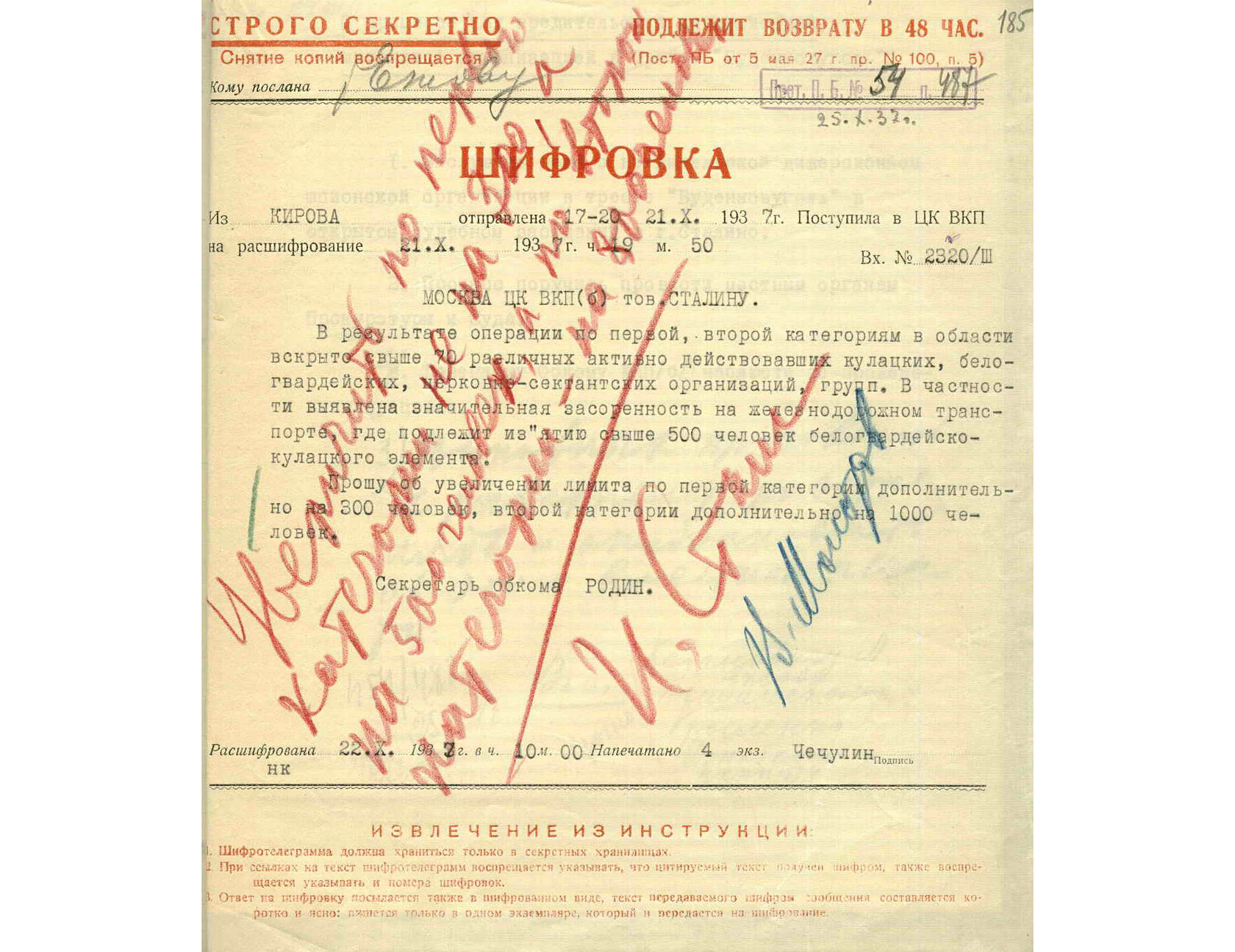
Запрос секретаря Кировского обкома М. Н. Родина на увеличение лимита: 300 человек по первой категории (расстрел) и 1000 — по второй (лагерный срок), красным карандашом указание И. В. Сталина: "Увеличить по первой категории не на 300, а на 500 человек, по второй категории — на 800 человек." 22 октября 1937 г.

Член РКП(б) с 1919 года. В 1921—1924 годах прошел курс обучения в Коммунистическом университете имени Я. М. Свердлова.
- 1921 г. — заведующий Отделом пропаганды и агитации Родниковского районного комитета РКП(б).
- 1924—1925 гг. — пропагандист Канавинского районного комитета РКП(б) (Нижегородская губерния), секретарь комитета РКП(б) завода «Красная Этна», секретарь комитета РКП(б) завода имени Октябрьской Революции.
- Вплоть до 1928 г. — заведующий Отделом пропаганды и агитации Канавинского районного комитета ВКП(б) (Нижегородская губерния).
- 1928—1929 гг. — ответственный секретарь Кулебакского районного комитета ВКП(б) (Нижегородская губерния).
- 1929 г. — заведующий Отделом пропаганды и агитации, позднее Организационным отделом Муромского окружного комитета ВКП(б).
- 1930 г. — председатель Муромского окружного Совета профсоюзов.
- 1930—1932 гг. — председатель Нижегородского комитета Союза строителей.
- 1932—1934 гг. — секретарь Канавинского районного комитета ВКП(б) (Нижний Новгород — Горький).
- 1934—1937 гг. — заведующий Промышленно-транспортным отделом Горьковского краевого комитета ВКП(б).
- 5 февраля[1] — 11 июня 1937 гг. — второй секретарь Кировского областного комитета ВКП(б).
- 18 июня 1937 по 7 марта 1938 гг. — первый секретарь Кировского областного комитета ВКП(б). Как и многие партийные деятели того времени участвовал в большом терроре. Известен и широко опубликован его запрос в ЦК ВКП(б) тов. Сталину на увеличение лимита на 300 человек по первой категории (то есть расстрел) и на 1000 по второй (то есть лагерный срок)[2][3][4][5][6].
- Март-май 1938 г. — заместитель народного комиссара лесной промышленности СССР.

Депутат Верховного Совета СССР 1 созыва.
Арестован 11 мая 1938 года. Обвинён в участии в контрреволюционной террористической организации. 28 июля 1938 года приговорен Военной Коллегией Верховного Суда СССР к расстрелу. Приговор приведён в исполнение в тот же день. Похоронен в Коммунарке (Московская область)..
Реабилитирован Военной Коллегией Верховного Суда СССР 11 февраля 1956 года.

## Участие в Большом терроре
Старт массовых репрессий был дан на пленуме Кировского обкома ВКП (б), прошедшем после Июньского пленума ЦК, где прежний руководитель области А. Я. Столяр вошёл в число региональных руководителей, вынудивших И. В. Сталина дать согласие на преследование многочисленных врагов народа.
8 июля 1937 г. (во исполнение телеграммы ЦК от 3 июля) была сформирована региональная репрессивная «тройка» во главе с начальником местного управления НКВД Р. И. Аустриным. В её состав вошли секретарь обкома Ф. П. Наумов и заместитель областного прокурора И. Н. Мухин. На первом этапе персональные дела на бюро обкома рассматривались в основном в экономическом ключе: раскрывались и преследовались факты нарушения финансовой дисциплины, невыполнение производственных заданий, «развал работы», однако виновные чаще всего отстранялись от работы или исключались из партии, без предъявления политических обвинений.
В конце лета в прессе и партийных обсуждениях стало широко применяться понятие «враг народа». Таковыми признавались, например, руководители вроде технического специалиста Медведевского заготовительного пункта, где высокосортное зерно смешали с рядовым, заразив к тому же клещом не только старые запасы, но и хлеб нового урожая. Это было расценено как вредительство, за что лишились работы и непосредственный виновник, и глава областного «Заготзерна» Н. М. Раков. В октябре за вредительство были сняты с работы руководители ряда МТС, не обеспечивших надлежащий уход за техникой, её снабжение запчастями, техническую сохранность. Затем увольнению и исключению из партии подверглись непосредственные руководители сельскохозяйственных ведомств области, райкомов и отраслевых отделов партийных комитетов. Наряду с политическими преступлениями партийным и советским функционерам инкриминировались «насаждение семейственности в кадровых вопросах, подхалимство и угодничество», а также злоупотребление служебным положением и разбазаривание государственных средств при проведении «слётов и совещаний колхозников и праздников, [где] широко практиковалась система вечеров и банкетов с угощениями и выпивкой, организуемых за государственный счет».
В период подготовки к намеченным на декабрь выборам в Верховный Совет СССР на основе новой конституции страны обком ВКП(б) и его райкомы развернули разъяснительную кампанию, центром которой стала не забота о проведении демократических выборов (а октябрьский пленум ЦК 1937 г. фактически зачеркнул идею их альтернативности), а борьба с реальными и мнимыми врагами правящей номенклатуры.

## Семья
Сын Лев, дочери Надежда и Светлана. Старшая дочь, Надежда (впоследствии художник по костюмам).
После ареста мужа, чтобы избежать репрессии, жена М. Н. Родина, Анна Фёдоровна Шагина срочно увезла детей и уехала сама в город Родники Ивановской области, откуда была родом.

## Адреса
Последний адрес: Москва, ул. Серафимовича, д. 2 (Дом правительства), подъезд 9, кв. 177.